# Prosopocoilus tigrinus
Prosopocoilus tigrinus es una especie de coleóptero de la familia Lucanidae.

## Distribución geográfica
Habita en Borneo, y Sabah en Malasia.